# Российская интервенция в Персию
Российская интервенция в Персию — военное вмешательство Российской империи в гражданскую войну в Персии с целью защиты своих экономических интересов и российских подданных.

## Предыстория
В период 1905—1911 годов в Персии происходила Конституционная революция. В результате протеста аристократии, духовенства и интеллигенции Мозафереддин-шах был вынужден принять конституцию в октябре 1906 года и создать меджлис (парламент).
В 1907 году было заключено британско-российское соглашение о разделе Ирана на сферы влияния, согласно которому Иран делился на три части: Северный Иран (русский), Центральный (нейтральный и открытый Германии), Южный (Англия).
На престол в январе 1907 года, после смерти отца, вступил Мухаммед Али-шах. При вступлении на престол он обещал соблюдать конституцию, дарованную его отцом в 1906 году, чего, однако, не выполнил. 24 июня 1908 года Мухаммед Али совершил переворот, с помощью Персидской казачьей бригады разогнав меджлис.
В том же году в Тавризе началось восстание против власти шаха. В январе 1909 года сторонники конституции, поддержанные бахтиарскими ханами, стремившимися к укреплению своего влияния, захватили власть в Исфахане. Началось восстание в Гиляне (в Реште и других городах Гиляна). В Бушире, Бендер-Аббасе и некоторых других городах и районах Ирана к власти пришли противники шаха. После неудачной попытки прорваться в город в феврале шахские войска осадили Тавриз. В блокированном Тавризе начался голод.
В феврале 1909 года кочевники-шахсевены начали грабить в окрестностях города Ардебиля жителей селений, которые являлись российскими подданными.

## Первый ввод войск
20 апреля 1909 года наместнику на Кавказе и командующему войсками Кавказского военного округа генерал-адъютанту графу Иллариону Воронцову-Дашкову была направлена секретная директива за № 1124, в которой говорилось: «Ввиду ожидавшегося в Тавризе нападения на консульство и европейские учреждения и подданных со стороны революционеров и населения Тавриза, доведенного до отчаяния голодом… Государь Император повелел немедленно двинуть форсированным маршем в Тавриз отряд достаточной силы для защиты русских и иностранных учреждений и подданных, подвоза к ним продовольствия, а также для поддержания обеспеченного сообщения Тавриза с Джульфой». Вскоре в Персию были отправлены два батальона 1-й Кавказской стрелковой бригады, четыре конные сотни кубанских казаков, сапёрная рота и три артиллерийские восьмиорудийные батареи. Этим отрядом командовал начальник 1-й Кавказской стрелковой бригады генерал-майор Снарский И. А. В инструкциях, данных ему, было указано: 
«Все сношения войсковых начальников в занимаемых русскими войсками городах с местными персидскими властями и с населением должны производиться через дипломатических агентов Российского Императорского Правительства; совместное с русскими войсками пребывание в населенных пунктах и передвижение по охраняемым русскими войсками дорогам каких-либо вооруженных отрядов и партий, деятельность которых имела разбойничий характер, — не допускается… Решение вопроса об употреблении в дело оружия зависит исключительно от войскового начальства… Раз принятое решение должно быть приводимо в исполнение бесповоротно и с полной энергией».
Русским войскам приходилось действовать в основном против кочевников (курдов и туркмен-йомудов), с которыми не могла справиться слабая персидская армия. За каждый случай грабежа и разбойного нападения курдов с их племенных вождей русскими войсками взыскивалась денежная сумма в пользу потерпевшей стороны. Убийства подданных Российской империи карались смертными приговорами, которые выносил российский военно-полевой суд. Русские консулы сообщали в Министерство иностранных дел: «Купцы вместе со всем мирным населением попутных селений благословляют прибытие наших войск».
После небольшого периода затишья осенью 1911 года вновь ситуация обострилась — произошли нападения многочисленных вооружённых групп на русский отряд в Тавризе, участились случаи обстрела российских консульских учреждений и конвоев в Реште. Кочевники нападали на торговые караваны. В вылазках против русских войск участвовали отряды протурецки настроенных губернаторов западных провинций.

## Второй ввод войск
29 октября (11 ноября) 1911 года в Тегеране посол России вручил правительству Персии ультиматум с требованиями восстановления порядка в Персии и обеспечения защиты экономических интересов России. После истечения срока ультиматума от 11 ноября 1911 года войска России перешли русско-персидскую границу и заняли город Казвин. 10 (23) ноября в Тегеране, после оккупации войсками России северной Персии, персидское правительство согласилось удовлетворить все требования России.
Ввод войск осуществлялся по трём операционным направлениям — из Джульфы, Астары и Энзели — на Тегеран. Непосредственное оперативное руководство русскими войсками в Персии осуществлял генерал-квартирмейстер штаба Кавказского Военного округа генерал-майор Николай Юденич. В контингент русских войск входили: 14-й Грузинский и 16-й Мингрельский гренадерские полки Кавказской гренадерской дивизии, полки из 21-й, 39-й и 52-й пехотных дивизий (81-й Апшеронский, 84-й Ширванский, 156-й Елизаветпольский, 205-й Шемахинский, 206-й Сальянский и 207-й Новобаязетский) с артиллерией и пулемётами. Перевозку войск морем, их высадку в порту Энзели и её огневое прикрытие осуществила Каспийская военная флотилия. Коммуникационное обеспечение осуществляли 2-й Кавказский железнодорожный батальон и Кавказская автомобильная команда. Железнодорожный батальон начал строительство железнодорожной ветки Джульфа-Тегеран. Обустройство временных штаб-квартир осуществлял 1-й Кавказский сапёрный батальон. Связь обеспечивала Кавказская искровая рота.
Пехотные части с приданными конными сотнями кубанских и терских казаков были сведены в отряды. При этом два отряда, Мешедский и Кучанский, образовали войска Туркестанского военного округа — два батальона 13-го и 18-го Туркестанских стрелковых полков, две конно-охотничьи команды из этих же частей, два пулемётных взвода и сотня Туркменского конного дивизиона.
Наиболее крупные сражения между русскими войсками и революционерами происходили в Тавризе и Реште. С 8 по 10 декабря русский отряд в Тавризе находился в окружении фидаев. 10 декабря в город вошёл 1-й Полтавский полк Кубанского казачьего войска. 14 декабря революционеры в Тавризе капитулировали. В западные приграничные земли Персии, на спорные территории, вступили турецкие войска, которые взяли под свой контроль проходы на горных перевалах между Хоем и Дильманом.
Русские войска начали операции по вытеснению турецких войск с персидской территории. К 17 декабря русские войска под командованием генерала Воропанова, сосредоточившись в Тавризе, заняли Джульфу и Меренд. Русские подразделения подходили на рассвете к турецким бивакам и, выставив пушки и пулемёты на высотах, требовали от них покинуть персидскую территорию. Турки сопротивления не оказывали. К концу июня 1912 года турецкие отряды были полностью выдавлены из северо-западного Ирана.
Командир 11-го турецкого корпуса Джабир-паша в присутствии иностранных консулов заявил: «Убедившись на деле, что такое персидская конституция и какая анархия царит в Персии, я лично считаю, что приход русских войск в Персию есть проявление человечности и гуманности, а не результат каких-либо агрессивных намерений. Русские поступают в Персии очень умело и осторожно, а потому симпатии почти всего населения на их стороне».
После обеспечения стабильности большая часть русских войск покинула Персию, однако отдельные русские подразделения находились на персидской территории вплоть до начала Первой мировой войны (см. Персидская кампания).

## В культуре
Российская интервенция в Персию является одним из центральных событий исторического романа азербайджанского писателя М. С. Ордубади «Тавриз Туманный» (1933—1948).